# Herb powiatu siemiatyckiego
Herb powiatu siemiatyckiego – jeden z symboli powiatu siemiatyckiego, autorstwa Tadeusza Gajla, ustanowiony 28 października 2005.

## Wygląd i symbolika
Herb przedstawia na tarczy w polu czerwonym z prawej srebrnego Orła Białego patrzącego w lewo ze złotymi szponami i dziobem oraz językiem czerwonym, a z lewej Pogoń Litewską (na koniu srebrnym o złotej uprzęży, srebrnym czapraku i siodle srebrnego rycerza z mieczem o złotej rękojeści wzniesionym nad głową, ze złotą ostrogą i z tarcza błękitną, na której złoty krzyż jagielloński), oraz pod Pogonią splecioną z czaprakiem białą literę „S”. Orzeł i Pogoń symbolizują do położenia ziem powiatu na pograniczu Korony Królestwa Polskiego i Wielkiego Księstwa Litewskiego, natomiast litera pochodzi z herbu ziemi drohickiej.